# Dichterkrone

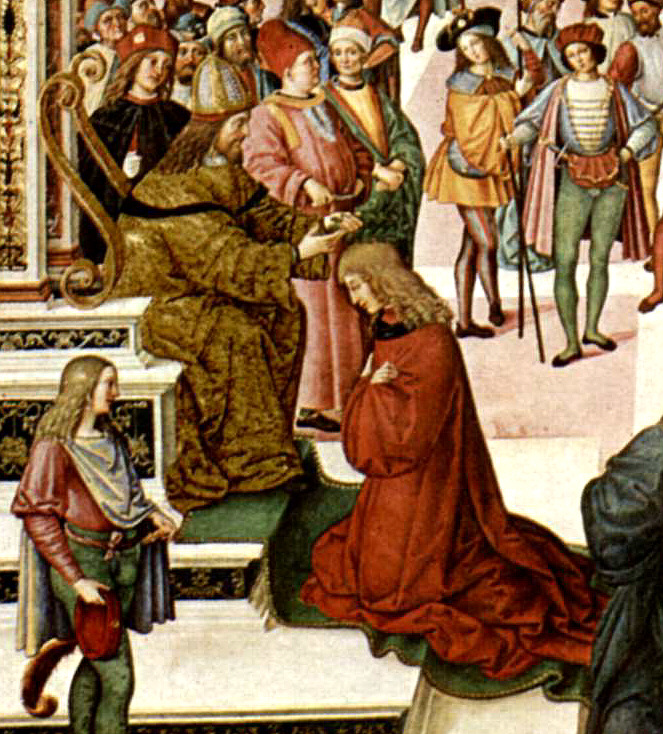
Dichterkrönung Piccolominis durch Friedrich III. Ausschnitt aus einem Fresko von Pinturicchio

Mit dem Begriff der Dichterkrone  wird im übertragenen Sinn die höchste Auszeichnung eines Dichters verstanden, die diesem überreicht werden kann. Ein poeta laureatus (lat. für „lorbeergekrönter Dichter“) ist ein mit einem immergrünen Lorbeerkranz bekränzter Dichter. Weniger offiziell, aber vom Rang ähnlich ist die Bezeichnung Nationaldichter.
Die Verleihung der Dichterkrone lehnte sich an den antiken griechischen und römischen Brauch an, den Sieger im Dichterwettstreit mit Lorbeer zu krönen und ihn auf diese Weise offiziell auszuzeichnen. Dem Dichter sollte damit dauerhafter Ruhm zugesprochen werden.
Nachdem schon im Hochmittelalter vereinzelt die Tradition der Dichterkrönung wieder aufgenommen worden war, erinnerte man sich vor allem während des Humanismus in Italien der alten Sitte. Dort krönten vor allem Städte oder Universitäten Dichter. Im 15. Jahrhundert krönten  die römischen Kaiser vermehrt Dichter. Maximilian I. übertrug 1501 dem collegium poetarum atque mathematicorum das privilegium creandi poetas.  Die Träger der Dichterkrone erhielten das Recht, an allen Universitäten des Reiches Vorlesungen über Poetik und Rhetorik zu halten. In der Barockzeit delegierte der Kaiser den Titel eines Hofpfalzgrafen an bereits gekrönte berühmte Dichter wie Johann Rist und Sigmund von Birken, was diese berechtigte, ihrerseits Dichterkrönungen vorzunehmen.
Aufgrund der akademischen Institutionalisierung krönten die Kaiser später nur noch vereinzelt Dichter und überließen dies den Universitäten und deren Rektoren. Seit der Mitte des 17. Jahrhunderts wurde geradezu inflationär von Dichterkrönungen Gebrauch gemacht, der Titel Poeta laureatus verlor die gesellschaftliche Bedeutung, die er seit dem Humanismus gehabt hatte, fast vollständig. Im Zeitalter der Aufklärung zeigten die Dichter selbst zunehmend kein Interesse an der Dichterkrönung. Goethe lehnte sie gar ab. Die letzte kaiserlich privilegierte Dichterkrönung fand 1804 statt. Mit dem Ende des Heiligen Römischen Reichs 1806 verschwand auch der poeta laureatus als herrschaftlich anerkannte Institution.
In Frankreich existierte der Titel Prince des poètes (Dichterfürst) kurzzeitig im 16. Jahrhundert. Er wurde im 19. Jahrhundert (ohne amtliche Gültigkeit) wiedereingeführt und besteht auch weiterhin. In Großbritannien gibt es noch den Ehrentitel des Poet Laureate.

## Gekrönte Dichter
- Gunther von Pairis wird von Friedrich Barbarossa für sein Barbarossa-Epos gekrönt.
- 1315: Albertino Mussato wird durch den Bischof und den Rektor der Universität in Padua gekrönt.
- 1341: Francesco Petrarca wird in Rom von Senator Ursus d'Anguillara  auf dem Kapitol gekrönt. Petrarca wurde zum Inbegriff des poeta laureatus.
- 1355: Zanobi da Strada wird durch Kaiser Karl IV. in Pisa gekrönt.
- 1437: Lorenzo Valla lebt ab 1437 als poeta laureatus im Kreis der Humanisten am Hofe  Alfons‘ V. von Aragonien in Neapel.
- 1442: Enea Silvio Piccolomini (der spätere Papst Pius II.) wird durch Kaiser Friedrich III. in Frankfurt/M. gekrönt (erste Dichterkrönung nördlich der Alpen).
- 1453: Francesco Filelfo wird in Rom zum poeta laureatus gekrönt.
- 1487: Konrad Celtis erhält als erster Deutscher am 18. April 1487 von Kaiser Friedrich III. in Nürnberg die Dichterkrone.
- 1493: Johannes Cuspinianus (Spießheimer) wird von Kaiser Friedrich III. gekrönt.
- 1497: Jakob Locher wird von Maximilian I. gekrönt.
- 1501: Johannes Aesticampianus wird vom Papst und Heinrich Bebel von Maximilian I. zum poeta laureatus gekrönt.
- 1505 werden der Elsässer Thomas Murner, 1512 der Schweizer Heinrich Loriti, genannt Glarean, und am 12. März 1514 in Linz dessen Landsmann Joachim von Watt, genannt Vadianus, von Kaiser Maximilian I. zu poetae laureati gekürt.
- 1517: Ulrich von Hutten erhält die Dichterkrone von Kaiser Maximilian I.
- 1518: Hermann von Neuenahr (1492–1530) wird von Hermann von dem Busche als poeta laureatus bezeichnet.
- 1519: Johann Alexander Brassicanus (ca. 1500–1539), Sohn von Johannes Brassicanus, wird zum poeta et orator laureatus gekrönt.
- 1530: Theodor Reysmann (um 1503–1543/44) wird im Juni in Augsburg von König Ferdinand I. gekrönt.
- 1541: Johann Stigel wird auf dem Reichstag zu Augsburg von Kaiser Karl V. zum poeta laureatus gekrönt.
- 1544: Johannes Sastrow wird von Karl V. gekrönt.
- 1550: David Peifer wird in Augsburg von dem Dichter und Hofpfalzgrafen Kaspar Brusch (Gaspar Bruschius) zum poeta laureatus gekrönt.
- 1556 und 1564: Zacharias Orth wird zum poeta laureatus gekrönt.
- 1560: Petrus Paganus, Kaspar Cropacius und Jonas Hermann werden in Wien zu poetae laureati gekrönt, nachdem Kaiser Ferdinand I. im Jahr 1558 das Privilegium über die Dichterkrönung bestätigt hatte.
- 1561: Paul Melissus, Dichter und Komponist, wird in Wien zum poeta laureatus gekrönt.
- 1566: Ludwig Helmbold wird von Kaiser Maximilian II. zum poeta laureatus gekrönt.
- 1567: Nicolaus Theophilus wird von Kaiser Maximilian II. zum poeta laureatus gekrönt.
- 1570: Georg Fabricius wird auf dem Reichstage zu Speyer von Kaiser Maximilian II. zum poeta laureatus gekrönt.
- 1572: Martin Hofmann (1544–1599) wird von Kaiser Maximilian II. zum poeta Laureatus gekrönt.
- 1576: Philipp Nicodemus Frischlin wird von Rudolf II. zum poeta laureatus gekrönt.
- 1577: Johannes Posthius
- 1581: Andreas Mergilet (1539–1606), wird von seinem „Milchbruder“ Paul Schede (Melissus) zum Dichter gekrönt
- 1590: Heinrich Meibom wird von Rudolf II. zum Dichter gekrönt.
- 1593: Friedrich Taubmann wird zum poeta laureatus gekrönt. Seine golddurchwirkte Lorbeerkrone ist bis heute erhalten.
- 1594: Krönung des Georg Calaminus in Wien.
- 1597: Krönung von Michael Virdung durch Nikolaus von Reusner in Jena
- Torquato Tasso stirbt am Tag vor seiner für den 26. April 1595 geplanten Dichterkrönung.
- 1599: Balthasar Exner zu Hirschberg (1576–1624), kaiserlich gekrönter Dichter (Rudolf II).
- 1599: Tobias Aleutner (1574–1633) wird von Paul Melissus zum „poeta laureatus caesareus“ gekrönt.
- 1600: Johannes Burmeister wird in Jena von Nikolaus von Reusner zum Pfalzgrafen gekrönt.
- 1600: Johann Philipp Pareus (1576–1648) und der Ungar György Thúri (1598–1615) werden in Heidelberg von Paul Schede (Melissus) (1539–1602) gekrönt.
- 1603: Laurentius Finckelthaus (um 1555–1606), Dichterjurist und Syndicus der Hansestadt Lübeck, wird von Kaiser Rudolf II. gekrönt.
- 1604: Johannes Fortmann (1576–1654), Konrektor in Wernigerode, wird zum poeta laureatus gekrönt.
- 1608: Johann Heermann wird in Brieg zum poeta laureatus gekrönt.
- 1612: Ludwig Hollonius (um 1570–1621), Pastor in Pommern, wird zum poeta laureatus gekrönt.
- 1615: Martin Rinckart wird zum poeta laureatus gekrönt.
- 1616: Caspar Brülow wird kaiserlich gekrönter Dichter.
- 1625: Martin Opitz erhält die Auszeichnung von Kaiser Ferdinand II. für ein improvisiertes lateinisches Panegyricum und wird 1627 geadelt, greift aber auf den Titel später nicht zurück.
- 1631: Paul Fleming, Schüler von Martin Opitz
- 1638: Petrus Mederus, kaiserlich gekrönter Dichter
- 1644: Johann Rist erhält den Titel eines poeta laureatus, wird später kaiserlicher Hofpfalzgraf und darf damit seinerseits Dichterkrönungen vornehmen.
- 1645: Sigmund von Birken wird am Hof in Wolfenbüttel zum Dichter gekrönt. 1654 erhält er den erblichen Adel und das Hofpfalzgrafenamt und nimmt in den folgenden Jahrzehnten mehrere Dutzend Dichterkrönungen vor.
- 1652: Constantin Christian Dedekind wird von Johann Rist zum poeta laureatus gekrönt.
- 1654: Georg Greflinger wird von Johann Rist gekrönt.
- 1656: Wenzel Scherffer von Scherffenstein wird für sein Hauptwerk Geist- und weltliche Gedichte zum poeta laureatus gekrönt.
- 1658: Balthasar Kindermann wird durch Johann Rist gekrönt.
- ~1662: Jeremias Simon, kaiserlich gekrönter Poet.
- 1669: Joachim Heinrich Hagen (1648–1693) wird durch den Hofprediger Caspar von Lilien (1632–1687) am 19. Juli gekrönt.
- 1671: Quirinus Kuhlmann wird aufgrund seiner Sammlung von Sonetten Himmlische Libes-Küsse durch Birken  zum kaiserlichen poeta laureatus gekrönt.
- 1674: Johann Hoffmann, evangelischer Kirchenliederdichter und Pädagoge.
- 1679: Johann Sebastian Mitternacht wird kurz vor seinem Tod zum Dichter gekrönt.
- 1682: Laurentius von Schnüffis wird vom Deutschen Kaiser Leopold I. für sein Werk Mirantische Mayen-Pfeiff, das er Kaiserin Eleonore widmete, gekrönt.
- 1707: Johann Balthasar Bernhold wird durch den Professor und Pfalzgrafen Magnus Daniel Omeis zum kaiserlich gekrönten Dichter erhoben.
- 1716: Johann Christian Günther lässt sich zum poeta laureatus krönen und landet infolge der damit verbundenen finanziellen Aufwendungen 1717 im Schuldgefängnis.
- 1733: Die Dichterin Christiana Mariana von Ziegler wird von der Universität Wittenberg als poeta laureata ausgezeichnet.
- 1738: Sidonia Hedwig Zäunemann
- 1748: Johann Jakob Dusch[1] und Gerhard Christian Otto Hornbostel[2] werden am 2. August 1748 in Gegenwart von König Georg II. durch Georg Ludwig Böhmer, Prorector der Georg-August-Universität Göttingen, gekrönt.
- 1751: Die Universität Helmstedt verleiht Christiana Büsching die Dichterkrone.
- 1752: Die im Jahre 1752 erfolgte Krönung Christoph Otto von Schönaichs durch Gottsched wird von vielen Zeitgenossen abgelehnt.
- 1753: Johanna Charlotte Unzer wird von ihrem Onkel Johann Gottlob Krüger zur poeta laureata gekrönt.
- 1778: Am 30. März 1778 verlangen die frenetisch jubelnden Zuschauer bei der 6. Aufführung von Voltaires Tragödie Irène in der Comédie-Française schließlich, dass der anwesende Dichter bekränzt werde. Voltaire entfernt den Kranz sofort wieder.
- Karl Ludwig Bauer war kaiserlich gekrönter Dichter.
- 1962: Josef Eberle wird zum poeta laureatus des philosophischen Seminars der Universität Tübingen gekrönt.
- 1991: Selbstkrönung des Dichters Hans Imhoff in Frankfurt.